# Андони Субисарета
Андони Субисарета (на испански: Andoni Zubizarreta) е бивш испански футболист, вратар.

## Кариера
- „Депортиво Алавес“ – 1979 – 1981 г.
- „Атлетик Билбао“ – 1981 – 1986 г. /169 мача/
- „Барселона“ -1986 -1994 г./301 мача/
- „ФК Валенсия“ – 1994 – 1998 г. /152 мача/

За националния отбор има 126 мача, където дебютира на 23 януари 1985 г. и играе до 1998 г.
Взема участие на:
- Световното първенство по футбол – 1986 г. (стига до четвъртфинал),
- Световното първенство по футбол – 1990 (стига до осминафинал),
- Световното първенство по футбол – 1994 (четвъртфинал),
- Световното първенство по футбол – 1998,
- Европейско първенство по футбол – 1988
- Европейско първенство по футбол – 1996 (четвъртфинал).

## Отличия
- Испанската Примера дивисион – титли (6):
  - 1983, 1984 с Атлетик Билбао
  - 1991, 1992, 1993 и 1994 с ФК Барселона
- Примера Дивисион титли (3):
  - 1984 с Атлетик Билбао
  - 1988 и 1990 с ФК Барселона
- Футболист на годината на Испания: 1987
- Купа на УЕФА: 1989 с ФК Барселона
- Суперкупа на Испания: 1991 и 1992 с ФК Барселона
- Шампионска лига на Европа: 1992 с ФК Барселона
- Суперкупа на УЕФА: 1993 с ФК Барселона

Днес, след като е прекарал 3 години като спортен директор на Атлетик Билбао и радио-телевизионен коментатор, е спортен директор на ФК Барселона.